# Anja Decoster
Anja Decoster is een Belgisch voormalig inline-skatester.

## Levensloop
Decoster behaalde in 1996 goud op de Wereldkampioenschappen in het Italiaanse Treviso op de '1.500 meter'.

## Palmares

### Weg
- Europese kampioenschappen
  - 1998 in het Franse Coulaines
    -  op de 5.000 meter relay
- Wereldkampioenschappen
  - 1996 in het Italiaanse Treviso
    -  op de 1.500 meter